# Liste des députés de la préfecture d'Okinawa
Cette page liste les membres de la Chambre des représentants du Japon élus dans les circonscriptions de la préfecture d'Okinawa.

## 41elégislature(1996-2000)
Au cours de la 41e législature, les députés de la préfecture d'Okinawa furent les suivants :
| Circonscription | Député | Député               | Parti politique |
| --------------- | ------ | -------------------- | --------------- |
| 1re             |        | Taiichi Shiraho (ja) | Shinshintō      |
| 2e              |        | Seiji Nakamura (ja)  | Shinshintō      |
| 3e              |        | Kōsuke Uehara (ja)   | PSD             |

## 42elégislature(2000-2003)
Au cours de la 42e législature, les députés de la préfecture d'Okinawa furent les suivants :
| Circonscription | Député | Député               | Parti politique |
| --------------- | ------ | -------------------- | --------------- |
| 1re             |        | Taiichi Shiraho (ja) | Kōmeitō         |
| 2e              |        | Seiji Nakamura (ja)  | PLD             |
| 3e              |        | Mitsuko Tōmon        | PSD             |

## 43elégislature(2003-2005)
Au cours de la 43e législature, les députés de la préfecture d'Okinawa furent les suivants :
| Circonscription | Député | Député               | Parti politique |
| --------------- | ------ | -------------------- | --------------- |
| 1re             |        | Taiichi Shiraho (ja) | Kōmeitō         |
| 2e              |        | Kantoku Teruya (ja)  | PSD             |
| 3e              |        | Chiken Kakazu (ja)   | PLD             |
| 4e              |        | Kōsaburō Nishime     | PLD             |

## 44elégislature(2005-2009)
Au cours de la 44e législature, les députés de la préfecture d'Okinawa furent les suivants :
| Circonscription | Député | Député              | Parti politique |
| --------------- | ------ | ------------------- | --------------- |
| 1re             |        | Mikio Shimoji (ja)  | SE              |
| 2e              |        | Kantoku Teruya (ja) | PSD             |
| 3e              |        | Chiken Kakazu (ja)  | PLD             |
| 4e              |        | Kōsaburō Nishime    | PLD             |

## 45elégislature(2009-2012)
Au cours de la 45e législature, les députés de la préfecture d'Okinawa furent les suivants :
| Circonscription | Député | Député              | Parti politique |
| --------------- | ------ | ------------------- | --------------- |
| 1re             |        | Mikio Shimoji (ja)  | NPP             |
| 2e              |        | Kantoku Teruya (ja) | PSD             |
| 3e              |        | Denny Tamaki        | PDJ             |
| 4e              |        | Chōbin Zukeran (ja) | PDJ             |

## 46elégislature(2012-2014)
Au cours de la 46e législature, les députés de la préfecture d'Okinawa furent les suivants :
| Circonscription | Député | Député               | Parti politique |
| --------------- | ------ | -------------------- | --------------- |
| 1re             |        | Kōnosuke Kokuba (ja) | PLD             |
| 2e              |        | Kantoku Teruya (ja)  | PSD             |
| 3e              |        | Natsumi Higa         | PLD             |
| 4e              |        | Kōsaburō Nishime     | PLD             |

## 47elégislature(2014-2017)
Au cours de la 47e législature, les députés de la préfecture d'Okinawa furent les suivants :
| Circonscription | Député | Député                  | Parti politique |
| --------------- | ------ | ----------------------- | --------------- |
| 1re             |        | Seiken Akamine (ja)     | PCJ             |
| 2e              |        | Kantoku Teruya (ja)     | PSD             |
| 3e              |        | Denny Tamaki            | PVP             |
| 4e              |        | Toshinobu Nakasato (ja) | SE              |

## 48elégislature(2017-2021)
Au cours de la 48e législature, les députés de la préfecture d'Okinawa furent les suivants :
| Circonscription | Député | Député              | Parti politique | Mandat    |
| --------------- | ------ | ------------------- | --------------- | --------- |
| 1re             |        | Seiken Akamine (ja) | PCJ             |           |
| 2e              |        | Kantoku Teruya (ja) | PSD             |           |
| 3e              |        | Denny Tamaki        | SE              | 2017-2018 |
| 3e              |        | Tomohiro Yara (ja)  | SE              | 2019-2021 |
| 4e              |        | Kōsaburō Nishime    | PLD             |           |

## 49elégislature(2021-2024)
Au cours de la 49e législature, les députés de la préfecture d'Okinawa furent les suivants :
| Circonscription | Député | Député              | Parti politique |
| --------------- | ------ | ------------------- | --------------- |
| 1re             |        | Seiken Akamine (ja) | PCJ             |
| 2e              |        | Kunio Arakaki (ja)  | PSD             |
| 3e              |        | Aiko Shimajiri      | PLD             |
| 4e              |        | Kōsaburō Nishime    | PLD             |

## 50elégislature(depuis 2024)
Au cours de la 50e législature, les députés de la préfecture d'Okinawa sont les suivants :
| Circonscription | Député | Député              | Parti politique |
| --------------- | ------ | ------------------- | --------------- |
| 1re             |        | Seiken Akamine (ja) | PCJ             |
| 2e              |        | Kunio Arakaki (ja)  | PSD             |
| 3e              |        | Aiko Shimajiri      | PLD             |
| 4e              |        | Kōsaburō Nishime    | PLD             |